# 德森卡河

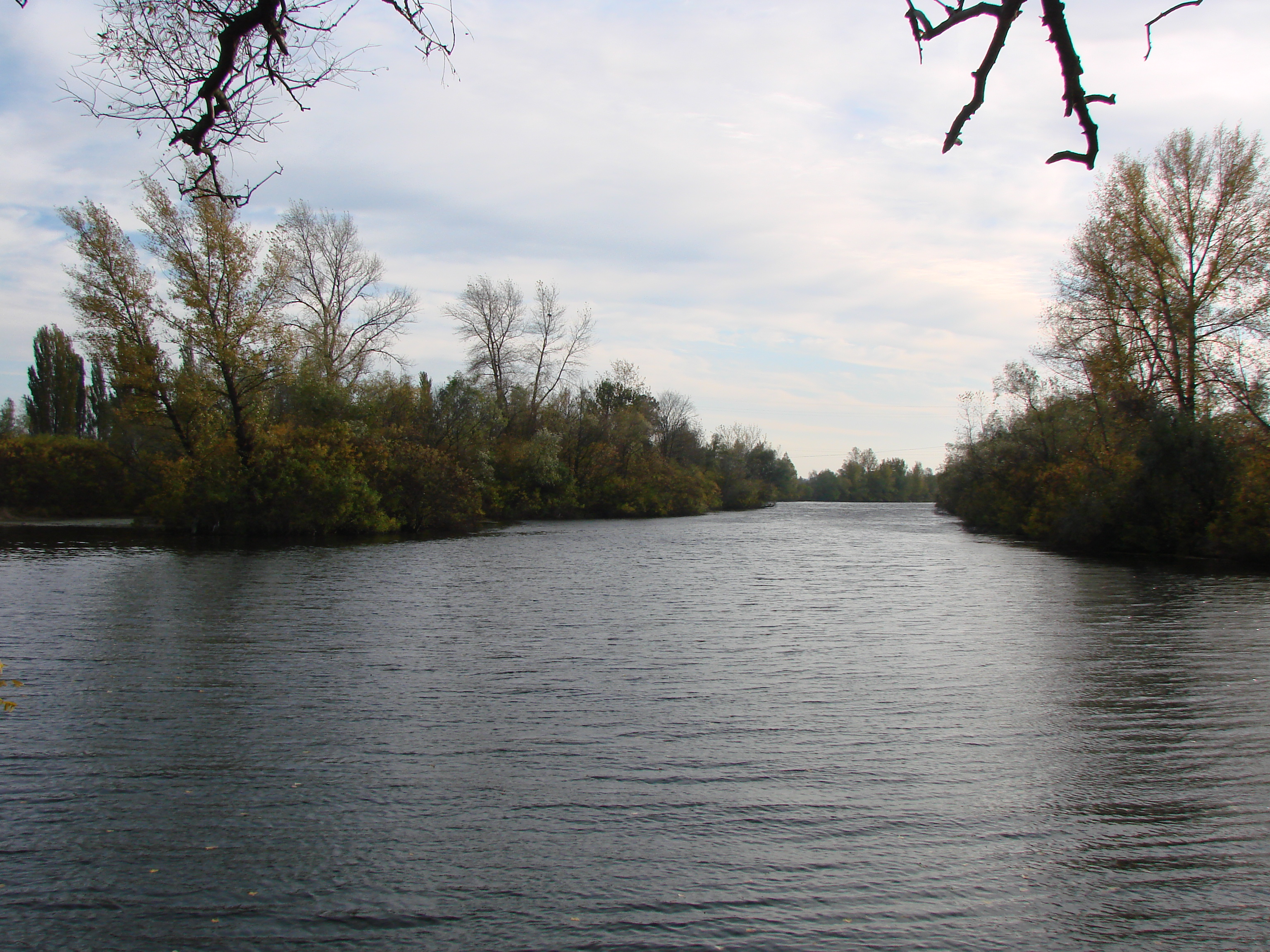
德森卡河

德森卡河（羅馬化：Desenka），是烏克蘭的河流，位於該國中北部，流經基輔州，屬於第聶伯河的支流，河道全長13公里，流域面積68平方公里，平均水深9至11米，最大水深16米。